# John Maynard Smith
John Maynard Smith FRS (født 6. januar 1920, død 19. april 2004) var en britisk teoretisk og matematisk evolutionsbiolog og genetiker. Han var oprindeligt flyingeniør under anden verdenskrig og tog sin anden uddannelse i genetik under den kendte biolog J. B. S. Haldane. Maynard Smith var medvirkende til anvendelse af spilteori i evolution sammen med George R. Price, og han fremlagde teorier på problemer som evolution af sex og signalteori.